# 茉莉链珠藤
茉莉链珠藤（学名：Alyxia jasminea）是夹竹桃科链珠藤属的植物。分布在中国大陆的云南等地，生长于海拔1,940米的地区，多生长在山地密林潮湿地，目前尚未由人工引种栽培。